# Dudley Ryder, 1. jarl af Harrowby
Dudley Ryder, 1. jarl af Harrowby (22. december 1762—26. december 1847) var en engelsk statsmand. Han var søn af Nathaniel Ryder, 1. baron Harrowby og far til Dudley Ryder, 2. jarl af Harrowby.
Ryder var  medlem af Underhuset 1784—1803, blev derefter peer efter faderen som baron Harrowby og 1809 forfremmet til jarl. Efter at 1789—1801 have beklædt flere lavere politiske embeder, blev han udenrigsminister 1804—05, minister uden portefølje 1809—12 og præsident for gehejmerådet 1812—27.